# Paris-Roubaix 1997
Paris-Roubaix 1997 a fost a 95-a ediție a Paris-Roubaix, o cursă clasică de ciclism de o zi din Franța. Evenimentul a avut loc pe 13 aprilie 1997 și s-a desfășurat pe o distanță de 266,5 kilometri până la velodromul din Roubaix. Câștigătorul a fost Frédéric Guesdon din Franța de la echipa Française des Jeux.

## Rezultate
| Loc | Concurent                | Echipă                  | Timp       |
| --- | ------------------------ | ----------------------- | ---------- |
| 1   | Frédéric Guesdon (FRA)   | Française des Jeux      | 6h 38' 10" |
| 2   | Jo Planckaert (BEL)      | Lotto–Mobistar–Isoglass | a.t.       |
| 3   | Johan Museeuw (BEL)      | Mapei–GB                | a.t.       |
| 4   | Andrei Cimili (UKR)      | Lotto–Mobistar–Isoglass | a.t.       |
| 5   | Davide Casarotto (ITA)   | Scrigno–Gaerne          | a.t.       |
| 6   | Rolf Sørensen (DEN)      | Rabobank                | a.t.       |
| 7   | Marc Wauters (BEL)       | Lotto–Mobistar–Isoglass | a.t.       |
| 8   | Frédéric Moncassin (FRA) | GAN                     | a.t.       |
| 9   | Rolf Aldag (GER)         | Team Telekom            | + 14"      |
| 10  | Henk Vogels (AUS)        | GAN                     | + 25"      |